# マルドナド県
マルドナド県（マルドナドけん、西: Departamento de Maldonado）は、ウルグアイ南部に位置する県。県都はマルドナド。

## 地理と気候
県北部にはカラペ山脈があり、国内最高峰であるカテドラル山がある。その他にもセロ・パン・デ・アスカル、セロ・デ・ラス・アニマスがあり、国内三大高峰が全て県内に存在している。
気候は温暖湿潤気候に属している。

## 歴史
1828年にマルドナド県として創立された当時は、現在のロチャ県と、ラバジェハ県の大部分も含んでいた。

## 経済
アイグアなどの県中部から北部の地域においては、牧畜が主産業となっている。しかしながら近年では、人口の減少に悩まされている。パン・デ・アスカルなどの県西部では農業が行われているが、やはり人口の減少が問題となっている。県南部は海に面しており、マルドナド、プンタ・デル・エステなどのリゾート地が多い。これを利用しての観光業が盛んである。

## 隣接する県
- ラバジェハ県
- ロチャ県
- カネロネス県

## 主な都市
人口データは2011年の国勢調査による。
| 都市                               | 人口   |
| ---------------------------------- | ------ |
| アイグア                           | 2,465  |
| エル・テソーロ                     | 1,396  |
| サン・カルロス                     | 27,471 |
| サン・ラファエル＝エル・プラセール | 3,146  |
| セロ・ペラード                     | 8,177  |
| バリオ・イポドローモ               | 1,973  |
| バルネアリオ・ブエノス・アイレス   | 1,551  |
| パン・デ・アスカル                 | 6,597  |
| ピナーレス＝ラス・デリシアス       | 9,819  |
| ピリアポリス                       | 8,830  |
| ビリャ・デリア                     | 1,703  |
| プラヤ・グランデ                   | 1,031  |
| プンタ・デル・エステ               | 9,277  |
| マルドナド                         | 62,590 |
| ラ・カプエーラ                     | 2,838  |
| ラ・ソンリーサ                     | 1,562  |